# 81 (număr)
81 (optzeci și unu) este numărul natural care urmează după 80 și precede pe 82.

## În matematică
81:
- Este pătratul lui 9 și a patra putere[2] a lui 3.
- Este un număr perfect totient ca toate puterile lui trei.[3]
- Este un număr heptagonal.[4]
- Este un număr centrat octogonal.[5]
- Este un număr tribonacci.[6]
- Este un număr meandric deschis.[7][8]
- Este al nouălea număr din șirul Mian-Chowla.[9]
- Este un palindromic în bazele 8 (1218) și 26 (3326).
- Este un număr harshad în bazele 2, 3, 4, 7, 9, 10 și 13.
- Este un număr puternic.[10][11]
- Este un număr rotund.[12][13]
- Este un număr Størmer.[14][15]
- Este unul din cele trei numere netriviale (celelalte două sunt 1458 și 1729) care, atunci când cifrele numărului (în baza 10) sunt adunate, dau o sumă care, atunci când este înmulțită cu suma respectivă scrisă cu cifrele inversate, dă numărul original:

8 + 1 = 9
9 × 9 = 81  (deși acest caz se poate considera oarecum trivial, deoarece suma are doar o singură cifră).

## În știință
- Este numărul atomic al taliului.

### Astronomie
- NGC 81, o galaxie lenticulară situată în constelația Andromeda, membră a grupului NGC 80.
- Messier 81 sau  Galaxia lui Bode, o galaxie spiralată.
- 81 Terpsichore, un asteroid din centura principală.

## Alte domenii

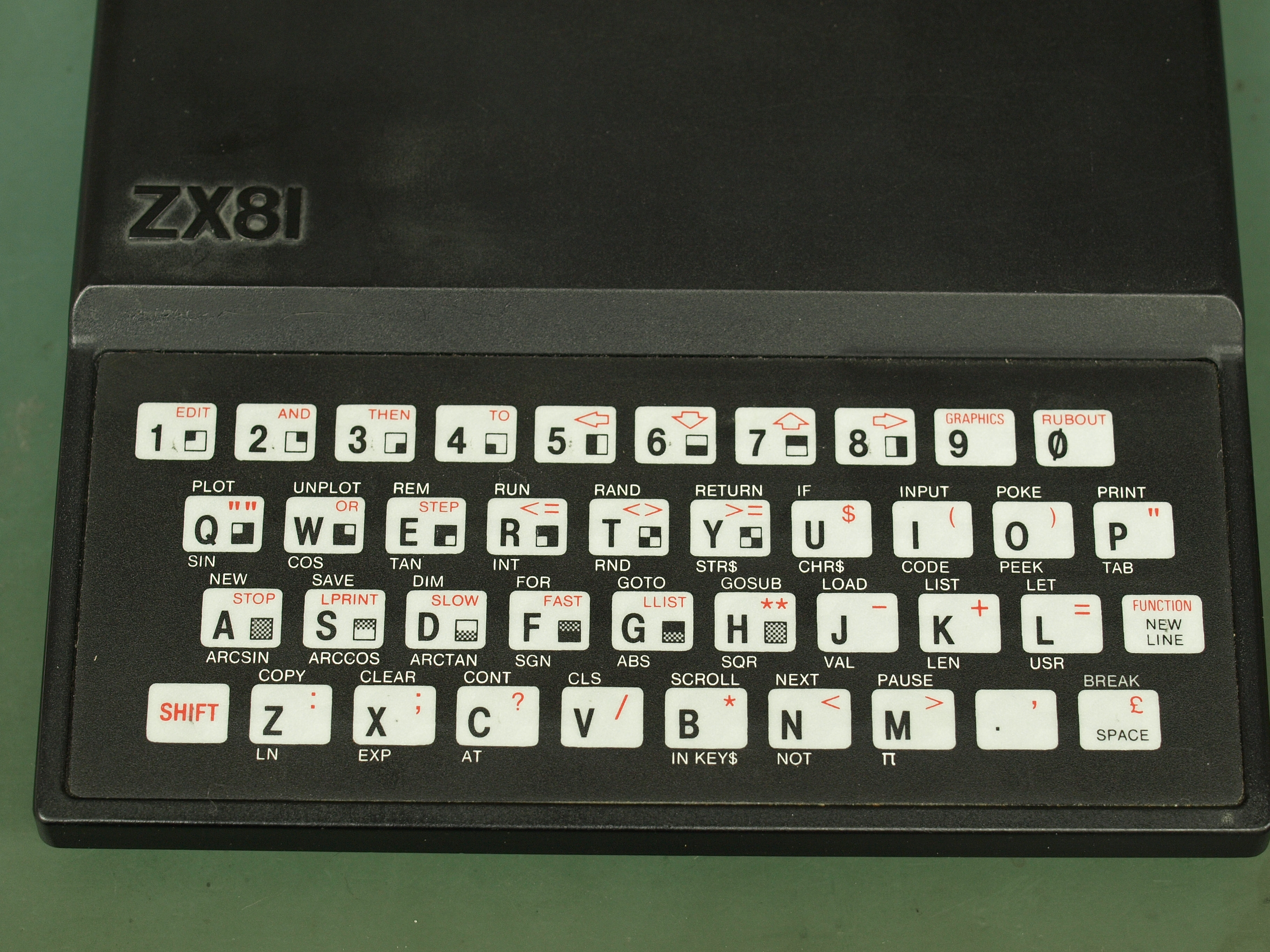
Sinclair ZX81

- Numărul de pătrate de pe o tablă de joc shogi (șah japonez).
- Anul 81 d.Hr., 81 î.Hr., 1081 sau 1981.
- Titlul unui scurtmetraj de Stephen Burke: 81.
- Numărul modelului Sinclair ZX81.
- Numărul departamentului francez Tarn.
- Codul pentru apelurile telefonice directe internaționale către Japonia.
- Unul dintre cei doi identificatori de grup ISBN pentru cărți publicate în India
- Numărul de provincii din Turcia.
- Artemis 81, teatru TV științifico-fantastic, BBC, 1981. Romancierul ocult Gideon Harlax (Hywel Bennett) este atras într-o bătălie epică între Helith (Sting), Îngerul luminii și Asrael (Roland Curram), Îngerul morții.[16]
- „81 de frați” este o fabulă japoneză.[17]
- "+81" este o melodie a trupei japoneze de metalcore Crystal Lake.
- Numărul unor drumuri: Drumul european E81, AH81, Carretera Federal 81, Interstate 81, A81 etc.

## În religie și filozofie
- Este numărul de rugăciuni rostite în Rozariu în fiecare noapte.
- Numărul de strofe sau capitole din Tao Te Ching (în cele mai frecvente aranjamente).
- Numărul posibilelor divinații din Taixuanjing.

## În cultura populară
Caracterele arabe pentru cifrele 8 și 1 sunt vizibile în palma stângă a mâinii umane. În China, 81 le amintește întotdeauna oamenilor de Armata de Eliberare a Poporului, care a fost fondată pe 1 august. 81 este folosit pentru a se referi la motor-clubul Hells Angels, deoarece H și A sunt, respectiv, a 8-a și a prima literă a alfabetului.